# Бриџпорт (Охајо)
Бриџпорт (енгл. Bridgeport) град је у америчкој савезној држави Охајо.

## Демографија
По попису из 2010. године број становника је 1.831, што је 355 (-16,2%) становника мање него 2000. године.
| Група             | 2000.         | 2010.         |
| Белци             | 1.979 (90,5%) | 1.639 (89,5%) |
| Афроамериканци    | 165 (7,5%)    | 127 (6,9%)    |
| Азијати           | 3 (0,1%)      | 4 (0,2%)      |
| Хиспаноамериканци | 11 (0,5%)     | 3 (0,2%)      |
| Укупно            | 2.186         | 1.831         |